# Mcclungia salonina
Mcclungia salonina är en fjärilsart som beskrevs av William Chapman Hewitson 1855. Mcclungia salonina ingår i släktet Mcclungia och familjen praktfjärilar. Inga underarter finns listade i Catalogue of Life.